# Ликосура
Лико́сура (греч. Λυκόσουρα) — горное село в Греции. Находится на высоте 540 метров над уровнем моря на склоне хребта Ликео, на полуострове Пелопоннес. Расположено в юго-западной части периферийной единицы Аркадии в периферии Пелопоннес близ границы с Месинией, в 11 километрах к западу от Мегалополис, в 34 километрах к юго-западу от Триполиса и в 165 километрах к юго-западу от Афин. Входит в общину (дим) Мегалополис. Население 37 человек по переписи 2011 года. Жители заняты в растениеводстве и животноводстве. Через деревню проходит автомобильная дорога местного значения Хомерис — Кастанохорион, ведущая к святилищу Зевса Ликейского на горе Ликео. У дороги расположена красивая старинная церковь.

## История

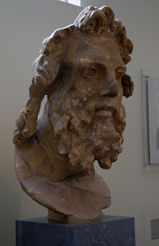
Голова титана Анита. Фрагмент статуи из святилища Деспины (Владычицы) в Ликосуре

До 1926 года (ΦΕΚ 73Β) село называлось Астала (Αστάλα). Переименовано по имени древнего города Ликосура (др.-греч. Λυκόσουρα, лат. Lycosura), священного города аркадян на южном склоне горы Ликео. По Павсанию основателем города был царь Ликаон, который дал Зевсу эпитет Ликейского и учредил Ликейские игры (Ликеи, Λύκαια). В Ликосуре жил царь аркадян Клитор, который основал город Клитор, дав ему своё имя. В городе были храм Артемиды Гегемоны (Руководительницы), святилище местной богини Деспины (Владычицы), дочери Посейдона, с жертвенником Деметры, храм Пана с мраморной статуей Афродиты и деревянными статуями Афродиты, Аполлона и Афины, а также святилище Афины. По Павсанию в святилище Деспины были каменные статуи Деметры и Деспины, сидящие на одном троне, Артемиды и титана Анита работы Дамофона. Рядом с храмом Деспины был так называемый Мегарон (Чертог). Ликосура считается самым древним из всех городов, Павсаний сообщает, что «солнце её увидало первой; по этому образцу люди научились строить себе города».
Ликосура опустела с основанием после битвы при Левктрах в 371 году до н. э. путем синойкизма Мегалополя, куда переселились его жители.

## Археология

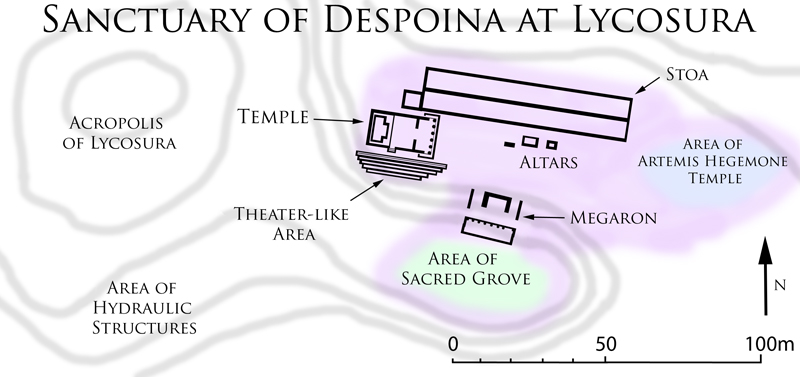
План святилища Деспины в Ликосуре

Святилище Деспины является одним из самых важных святилищ древней Аркадии. Исчезло до конца римского периода.
Раскопки были сделаны в XX веке Археологическим обществом, главным образом Константиносом Куруньотисом. Тогда же Константиносом Куруньотисом был основан небольшой одноэтажный археологический музей для размещения части находок из святилища Деспины. Важнейшими памятниками археологического объекта являются: храм Деспины, Мегарон (Чертог), Большая стоя и алтари, фонтан-бассейн. Музей включает в себя коллекции скульптур, надписей, мраморные и глиняные вотивных даров разных типов из святилища Деспины, различных небольших находок из района вокруг святилища.

## Сообщество Ликосура
Сообщество Астала создано в 1919 году (ΦΕΚ 94Α), в 1926 году (ΦΕΚ 73Β) переименовано в Ликосура. В сообщество входит село Мармара. Население 62 человека по переписи 2011 года. Площадь 6,025 квадратных километров.
| Наименование | Население (2011), человек |
| ------------ | ------------------------- |
| Ликосура     | 37                        |
| Мармара      | 25                        |

## Население
| Год  | Население, человек |
| ---- | ------------------ |
| 1991 | 91                 |
| 2001 | 37                 |
| 2011 | 37                 |